# ダニエル・グラズマン

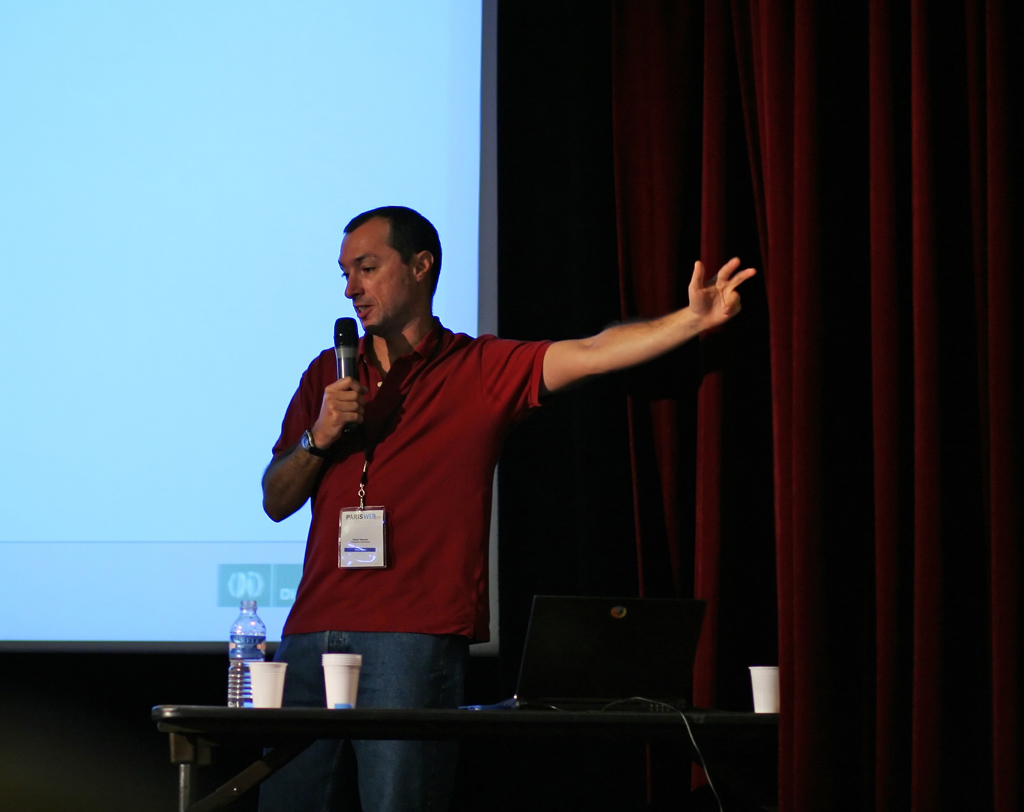
ダニエル・グラズマン

ダニエル・グラズマン（仏: Daniel Glazman）は、1967年生まれのフランス在住のコンピュータプログラマである。Mozilla ComposerやNvuの開発に携わったことで知られているほか、BlueGriffonの開発にも携わった（2024年3月末に開発終了を告知）。